# Malai III Koto
Malai III Koto is een bestuurslaag in het regentschap Padang Pariaman van de provincie West-Sumatra, Indonesië. Malai III Koto telt 7696 inwoners (volkstelling 2010).